# Cmentarz żydowski w Lubaszu
Cmentarz żydowski w Lubaszu – kirkut służący ludności żydowskiej niegdyś zamieszkującej Lubasz. Znajdował się w zachodniej części miejscowości, za torami kolejowymi. Nie wiadomo kiedy dokładnie został założony. Miał powierzchnię 0,39 ha. Został zniszczony podczas II wojny światowej. W latach dziewięćdziesiątych XX wieku pozostawał nieogrodzony. W pierwszej dekadzie XXI wieku został uporządkowany i ogrodzony. Zachowało się na nim kilka nagrobków.